# Клад-Халлан

Клад-Халланский мужчина.
Голубой: ок. 1600 года до н. э.
Жёлтый: ок. 1500-1400 г. до н. э.
Красный: ок. 1440-1360 г. до н. э.

Клад-Халлан (гэльск. Cladh Hallan) — археологический памятник на острове Саут-Уист (Внешние Гебридские острова). Раскопки проводились с 1988 по 2002 гг.
В 2001 г. группа археологов обнаружила в Клад-Халлане 4 скелета, из них один принадлежал мужчине, умершему около 1600 г. до н. э., и ещё один — женщине, умершей около 1300 г. до н. э. (примерно тогда же, когда и Тутанхамон). Археологи не сразу поняли, что их тела подверглись мумификации, поскольку со временем мягкие ткани отслоились, а скелеты были захоронены. Тем не менее, анализы показали, что тела не были погребены примерно до 1120 г. до н. э., а также то, что тела вскоре после смерти были помещены на период 6-18 месяцев в торфяное болото. После этого законсервированные тела были, по-видимому, перемещены в помещение. Причины того, почему тела в итоге были преданы земле, не установлены. Тела из Клад-Халлана отличаются от большинства болотных мумий тем, что были помещены в болотистую среду специально с целью сохранения, тогда как прочие попали в болото случайно.
Согласно антропологическим исследования и исследованию ДНК, мужские и женские останки из Клад-Халлана принадлежат по меньшей мере 6 разным людям.